# Frimansgölen
Frimansgölen är en sjö i Kinda kommun i Östergötland och ingår i Motala ströms huvudavrinningsområde. Sjön har en area på 0,0459 kvadratkilometer och ligger 214,6 meter över havet.

## Delavrinningsområde
Frimansgölen ingår i det delavrinningsområde (642314-148438) som SMHI kallar för Inloppet i Glimmingen. Medelhöjden är 194 meter över havet och ytan är 4,81 kvadratkilometer. Det finns ett avrinningsområde uppströms, och räknas det in blir den ackumulerade arean 15,51 kvadratkilometer. Lillån som avvattnar avrinningsområdet har biflödesordning 4, vilket innebär att vattnet flödar genom totalt 4 vattendrag innan det når havet efter 163 kilometer. Avrinningsområdet består mestadels av skog (85 procent). Avrinningsområdet har 0,3 kvadratkilometer vattenytor vilket ger det en sjöprocent på 6,3 procent.